# 劉延 (後漢)
劉 延（りゅう えん、? - 89年）は、後漢の皇族。阜陵質王。

## 経歴
光武帝と郭聖通のあいだの子として生まれた。39年（建武15年）、淮陽公に封じられた。41年（建武17年）、淮陽王に爵位を進めた。52年（建武28年）、淮陽国に下向した。54年（建武30年）、汝南郡の長平県・西華県・新陽県・扶楽県の四県を淮陽国に編入した。
劉延は性格が高慢で、部下に対して厳しく当たった。73年（永平16年）、劉延とその夫人の兄にあたる謝弇と劉延の姉の館陶主の婿である韓光とがよこしまな人物を招き、呪詛をおこなっているとの告発があった。事件の取り調べがおこなわれ、韓光と謝弇は処刑され、連座する者は多数に及んだ。劉延は死刑を求刑されたが、明帝が特別に恩赦して、阜陵王に降格し、2県を食邑とした。
76年（建初元年）、劉延とその子の劉魴が反乱を計画しているとの告発があり、劉延は章帝により阜陵侯に降爵され、1県を食邑とするのみとなった。
87年（章和元年）9月、章帝が九江郡に行幸し、劉延と寿春で面会すると、延を哀れんで阜陵王に戻した。4県を増封されて、5県を食邑とした。阜陵国は寿春に遷都した。88年（章和2年）、劉延は洛陽に赴いて入朝した。
89年（永元元年）10月庚子、劉延は死去した。諡は質といった。
子の劉沖が後を嗣いだ。

## 子女
- 阜陵頃王劉魴
- 阜陵殤王劉沖

## 伝記資料
- 『後漢書』巻42 列伝第32